# Oliver Albert Farres Martins
Oliver Albert Farres Martins (* 15. Januar 1943 in Mexiko-Stadt) ist ein mexikanischer Botschafter.

## Leben
Oliver Albert Farres Martins war Generaldirektor der Tageszeitung El Gráfico in Tijuana und leitete das Werbeunternehmen Esencias y Materias, S.A.
1973 gründete Oliver Albert Farres Martins die Asociación de Consejeros Comerciales y Económicos in Venezuela und setzte sich ihr bis 1974 vor.
Von 1972 bis 1975 war Oliver Albert Farres Martins Wirtschaftsrat des Instituto Mexicano de Comercio Exterior in Trinidad und Tobago und den auf den niederländischen Antillen. Von Mai bis Oktober 1977 war er Wirtschaftsrat des Instituto Mexicano de Comercio Exterior in Spanien und Portugal.
Von 1975 bis 1978 war er Wirtschaftsrat des Instituto Mexicano de Comercio Exterior im Vereinigten Königreich und Irland.
Von 1978 bis 1980 war leitete er die Abteilung Unterstützung und Service im Instituto Mexicano de Comercio Exterior.
Von 1980 bis 1983 war leitete er die Abteilung Wirtschaftsentwicklung im Instituto Mexicano de Comercio Exterior.
Von 1983 bis 1984 war leitete er die Abteilung Bilaterale Beziehungen in der Secretaría de Relaciones Exteriores.
Von 1984 bis 1992 war er Generalkonsul in Dallas Texas.
Im Juli 1992 Oliver Albert Farres Martins zum Generalkonsul in Chicago ernannt und erhielt am 28. September 1992 das Exequatur für das Amt, das er bis 1995 in 300 N. Michigan Av., Suite 200, 60601 ausübte.
1998 wurde Oliver Albert Farres Martins Generalkonsul in San Juan (Puerto Rico), Puerto Rico.
| Vorgänger                  | Amt                                                                   | Nachfolger                         |
| -------------------------- | --------------------------------------------------------------------- | ---------------------------------- |
| Felipe Raúl Valdés Aguilar | mexikanischer Botschafter in Bogotá 4. April 1995 bis 15. August 1997 | Andrés Leopoldo Valencia Benavides |